# Kristina Tina Rupčić
Kristina Tina Kresnik je hrvatska pjevačica, najpoznatija po svom djelovanju u grupi Parni valjak.

## Životopis
Kristina Kresnik prvi se put pojavljuje u ženskom metal sastavu Maxmett s kojima snima album "Mačke vole grebati" na kojem surađuju s gitaristom Divljih jagoda Seadom Lipovačom. No, cure se vrlo brzo razilaze.
Od 1995. nastupa s Parnim valjkom s kojim iste godine snima živi album Bez struje: Live in ZeKaeM koji postaje najprodavaniji živi album na prostoru bivše Jugoslavije. Na tom albumu nastupa kao prateći vokal, a u pjesmi "Lutka za bal" dobiva i svoju solo dionicu.
1997. godine s Valjkom snima album Samo snovi teku uzvodno gdje, uz prateće vokale, u duetu s Akijem pjeva pjesmu "Dok je tebe".
2000. godine s Valjkom snima album Zastave, te DVD 25 godina i singl "Srcekrad" na kojem također pjeva u duetu s Akijem, a 2001. živi album Kao nekada: Live at S.C.
2002. godine izdaje svoj prvi solo album Prvi put čiji je producent i autor većine pjesama Marijan Brkić - Brk.
Godine 2004. s Parnim valjkom izdaje album Pretežno sunčano?, a 2005. godine pjeva na oproštajnom koncertu Parnog valjka u Domu sportova. Godine 2005. izlazi i drugi DVD Parnog valjka sa snimkom koncerta Bez struje: Live in ZeKaeM.
Nakon razilaženja Parnog valjka pjeva s Akijem, a 2009. godine osniva grupu DOG Kantina zejedno s bivšim Valjkovim bubnjarem Draženom Scholzem, te Olegom Colnagom, bivšim gitaristom Akijevog sastava. Sastav vrlo brzo pronalazi svoje mjesto poglavito zahvaljujući originalnom zvuku, a njihova pjesma "Savršen svijet" više tjedana provodi na vrhu gotovo svih top ljestvica u Hrvatskoj.
Godine 2010. obnavlja suradnju s Parnim valjkom, te zajedno pune Beogradsku Arenu (dva puta), novosadski SPENS, te druge dvorane na prostorima bivše Jugoslavije, a pojavljuje se kao prateći vokal i na njihovom novom albumu "Stvarno Nestvarno" koji je izašao u rujnu 2011.

## Diskografija

### Maxmett
- 1991. Mačke vole grebati

### Parni valjak (1995. – 2005.)
Studijski albumi
- 1997. Samo snovi teku uzvodno (Croatia Records)
- 2000. Zastave (Croatia Records, Košava)
- 2004. Pretežno sunčano? (Croatia Records/Master Music)
- 2011. Stvarno nestvarno (Esnaf)

Uživo
- 1995. Bez struje: Live in ZeKaeM (Croatia Records)
- 2001. Kao nekada: Live at S.C. (Croatia Records/Master Music)

DVD
- 2002. 25 godina (Croatia Records/Hrvatski telekom)
- 2005. Bez struje: Live in ZeKaeM (Croatia Records)

Kompilacije
- 2005. Koncentrat 1984.-2005. (Croatia Records)
- 2009. The Ultimate Collection (Croatia Records)
- 2010. The Love Collection (Croatia Records)

### Solo
- 2002. Prvi put

### Ostalo
- 2007. U vremenu izgubljenih - Aki Rahimovski
- 2007. Bolji svijet - Marijan Brkić B.R.K.
- 2007. Best of Boa - Krug - Boa

### Sinkronizacija
- 2016. Trolovi - sporedna uloga

## Vanjske poveznice
- DOG Kantina na MySpace-u
- Službene stranice Parnog valjka